# Путятин, Сергей Михайлович
Сергей Михайлович Путятин (7 (19) декабря 1893, Санкт-Петербург, Российская империя — 26 февраля 1966, Чарлстон, штат Южная Каролина, США) — князь, второй супруг великой княгини Марии Павловны, сын генерал-майора Свиты Михаила Сергеевича Путятина.

## Биография
По окончании Пажеского корпуса в 1913 году, выпущен был подпоручиком в лейб-гвардии 4-й Стрелковый полк, где дослужился до чина капитана.
Вероятно, в Царском Селе состоялось их знакомство с Марией Павловной, которая отметила в мемуарах, что знала Сергея с детства и их отношения созрели уже во время Первой мировой войны. Они были обвенчаны 6 (19) сентября 1917 года. 15 июня 1918 года в Павловске родился их сын Роман, после рождения которого пара эмигрировала из Советской России, оставив младенца на попечение свекрови и свёкра, которые присоединились к ним уже в Румынии. Младенец скончался в годовалом возрасте. Сам князь, изучив английский, устроился клерком в банк, а позднее главным бухгалтером в модный дом, организованный Марией Павловной.
29 апреля 1923 года брак был официально расторгнут.
В 1930 году в Париже князь обручился с американкой Ширли Мэннинг, дочерью бумажного промышленника из Нью-Йорка. В январе 1931 года священник Леонид Туркевич обвенчал их в одной из православных церквей на Манхэттене. После свадьбы супруги отплыли в Париж, где у пары родился первенец — Иван.
В 1932 году Сергей с женой переехали обратно в фешенебельный пригород Нью-Йорка. Газета «New York Times» в светской колонке регулярно упоминала чету Путятиных в связи со светскими приемами в высшем обществе Нью-Йорка.
Скончался 26 февраля 1966 года от сердечного приступа и похоронен на кладбище Old St. Andrew’s Parish Church в Чарлстоне (Южная Каролина).

## Семья
- Первая жена — Мария Павловна (1890—1958), с 29 апреля 1923 года в разводе.
  - Сын — Роман (15.06.1918, Павловск — 29.07.1919, Бухарест)
- Вторая жена — Ширли Мэннинг (англ. Shirley Manning) (1908—1990), погребена вместе с супругом
  - Сын — Иван (род. 3 декабря 1931), женат, трое сыновей
    - Внук — Михаил (род. 1962),
    - Внук — Андрей (род. 1965),
    - Внук — Пётр (род. 1969),

  - Сын — Михаил (род. 1935), женат с 1965 на Марции Месерве
    - Внучка — Дженнифер (род. 1970),
    - Внучка — Алисон

  - Дочь — Марианна (род. 1942) с 1972 в браке с Чарльзом Бартеном Коттоном